# La Vierge et l'Enfant entre saint Jean-Baptiste et sainte Marie-Madeleine
La Vierge et l'Enfant entre saint Jean-Baptiste et sainte Marie-Madeleine est une œuvre du peintre Cima da Conegliano peint à Parme vers 1513, conservée au musée du Louvre.

## Histoire
La peinture a été réalisée en 1513 par Cima da Conegliano pour l'église du couvent San Domenico de Parme ; elle s'y trouvait encore en 1811 lors de la suppression des ordres monastiques par Napoléon Bonaparte. Elle est entrée matériellement au musée du Louvre en 1812.

## Iconographie
Il s'agit d'une Conversation sacrée, entre la Vierge à l'Enfant placée en Vierge en majesté sur un trône à dais et des personnages saints placés de part et d'autre : le monde terrestre est invoqué par le paysage qui s'affiche en fond. 

## Description
Sur un trône de pierre placé sous un dais et sur une terrasse qu'une balustrade sépare du paysage, Marie est entourée de saint Jean-Baptiste à gauche et de sainte Marie-Madeleine à droite. Elle tient sur ses genoux l'Enfant Jésus. Le regard de l'enfant est tourné vers saint Jean-Baptiste qui lui tend un phylactère sur lequel est écrit : ECCE AGNUS DEI (Voici l'Agneau de Dieu). Sainte Marie-Madeleine est recueillie devant le trône et tient un encensoir.
Le tableau laisse une large part au paysage en arrière-plan, peint en teintes claires, typique de la manière du peintre, avec cours d'eau, château, colline, rochers. Le paysage confère une impression de sérénité et de majesté à la composition. Sur la marche du piédestal, un cartellino figure avec le texte JOANIS BAPTTE CONEGLANE(N)S(IS) OPVS en signature du maître.

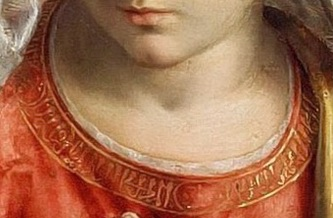
Le col de la Vierge (détail)

Le col de la Vierge est orné de motifs qui pourraient être des imitations de caractères arabes, souvent utilisés de manière décorative par les peintres de la Renaissance.